# Rosa kotschyana
Rosa kotschyana är en rosväxtart som beskrevs av Pierre Edmond Boissier. Rosa kotschyana ingår i släktet rosor, och familjen rosväxter. Inga underarter finns listade i Catalogue of Life.